# Bongeunsa

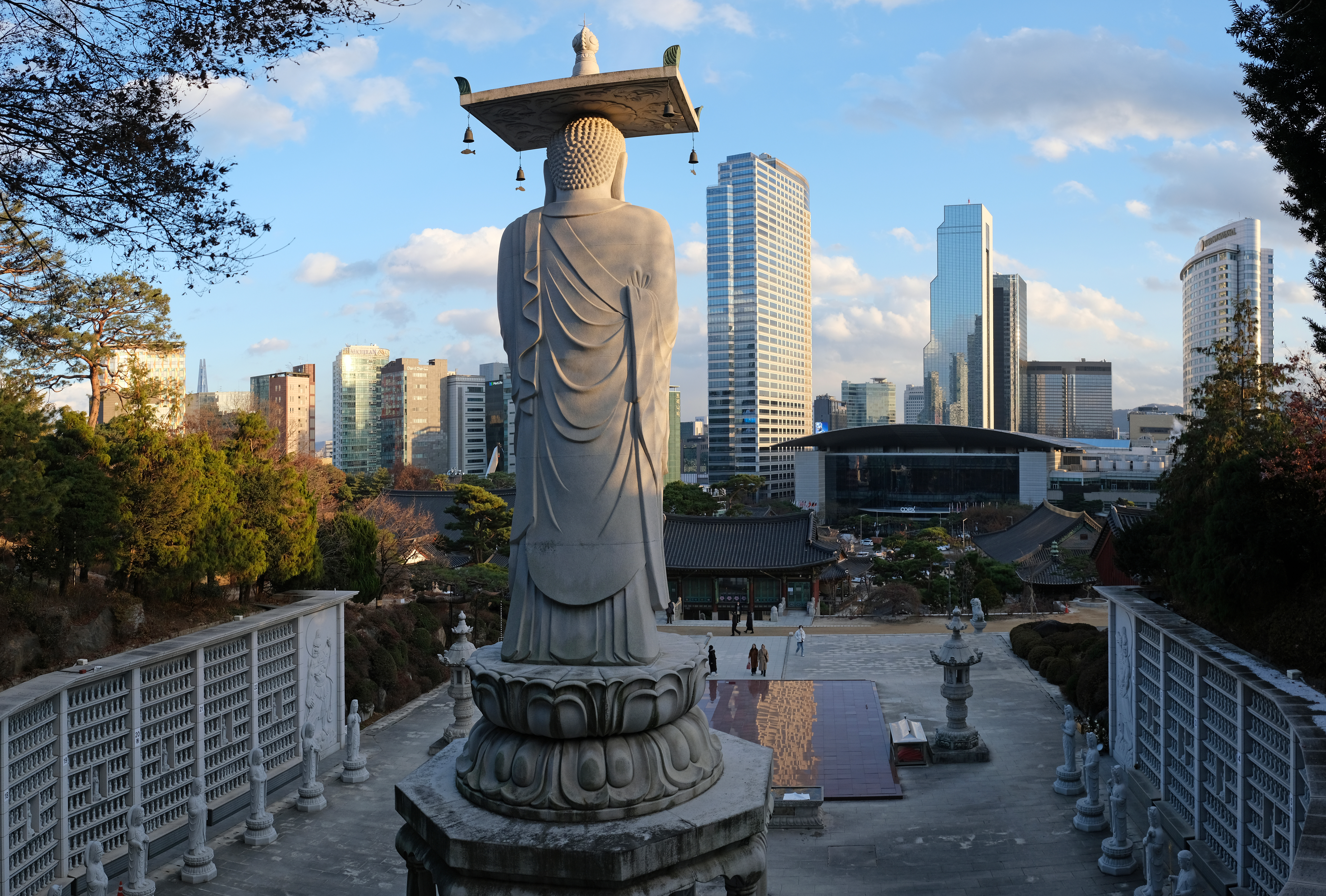
Bouddha au temple Bongeunsa

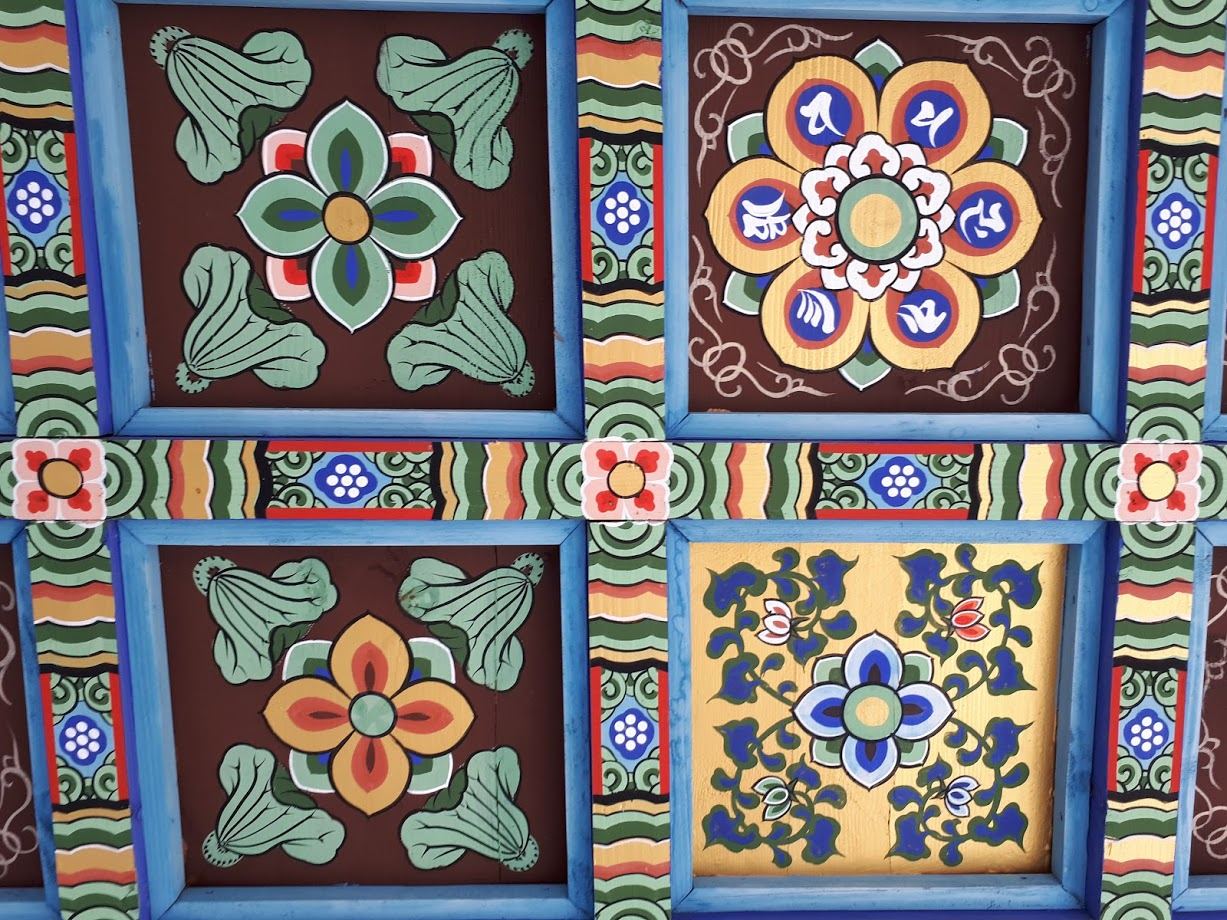
Plafond d'un des bâtiments à Bongeunsa

Bongeunsa (봉은사, 奉恩寺) est un temple bouddhiste situé à Samseong-dong, Gangnam-gu à Séoul, en Corée du Sud. Il a été fondé en 794 pendant le règne du roi Wonseong par le moine Yeon-hoe (hangul: 연희), et initialement nommé Gyeonseongsa (hangul: 견성 사; hanja: 見 性 寺) . Il est situé en face du centre commercial COEX.

## Histoire du temple
Au cours de la dynastie Joseon, le bouddhisme en Corée a été sévèrement réprimé. Cependant, le temple a commencé à être connu comme Bongeunsa quand il a été reconstruit en 1498 sous le patronage de la reine Jeonghyeon (en), une reine Joseon. Le terme Bongeunsa signifie l'acte d'honorer le roi, qui peut ici être compris comme étant le fait de prier pour la vie éternelle du roi Seongjong.
Avec le soutien de la reine Munjeong (en), qui a permis au bouddhisme de se développer à nouveau en Corée pendant une courte période au milieu du XVIe siècle, ce lieu est devenu le principal temple de la secte bouddhiste Seon (Zen) coréenne de 1551 à 1936. Le moine Bo-wu fut nommé chef du temple en 1548 par la reine Munjeong, mais il fut tué peu de temps après, alors que les groupes anti-bouddhistes étaient importants en Corée vers la fin du règne de la reine Munjeong.
Un incendie en 1939 a détruit la plupart des bâtiments, et d'autres parties du temple ont été détruites pendant la guerre de Corée. Néanmoins, l'une des rares salles qui a échappé à la destruction pendant la guerre de Corée continue de détenir les gravures sur bois du Sutra des fleurs, achevé en 1855 par le moine Young-ki. Le temple a subi de nombreuses réparations et rénovations, et est maintenant une fois de plus un grand complexe florissant. Les efforts de reconstruction se poursuivent encore aujourd'hui.

## Lieu touristique
Le temple est une destination touristique importante à Séoul. Il est possible d'y séjourner pendant quelques heures (programme de Temple Stay).
Ce programme permet d'expérimenter différentes cultures traditionnelles avec les caractéristiques historiques des temples.

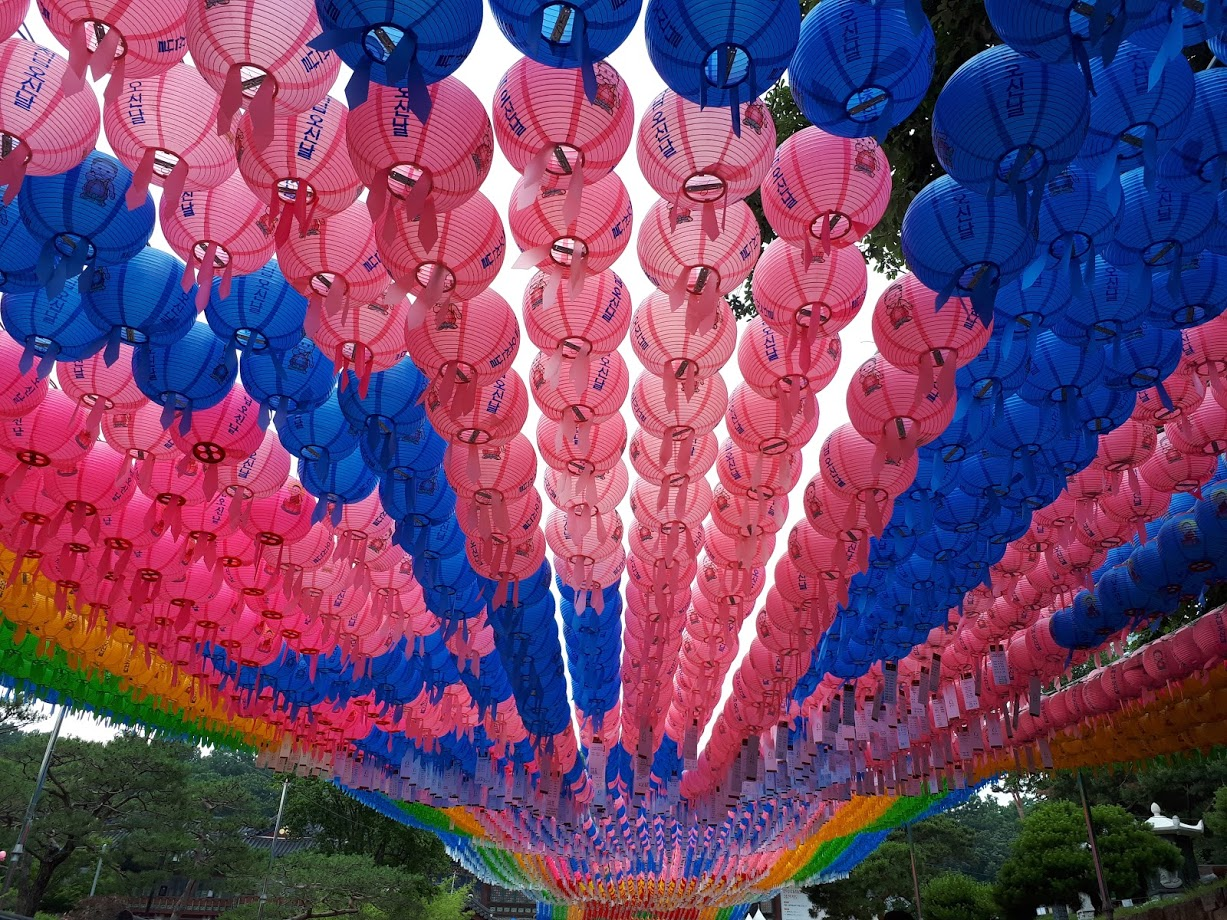
Lanternes au temple Bongeunsa